# Lubinka (přítok Lubiny)
Lubinka je potok, který protéká v okrese Nový Jičín v Moravskoslezském kraji a je pravostranným přítokem řeky Lubiny.

## Popis toku
Lubinka pramení na severním úbočí kopce Na Vrchu (467 m n. m.) v nadmořské výšce 400 m severně od obce Tichá. Délka toku je 4,8 km. Ústí u Mniší do řeky Lubiny. Lubinka protéká Přírodním parkem Podbeskydí, obcí Mniší a osadou Pstružinky. Pravostranným přítokem je potok Pružinka, který vytéká z hukvaldské obory.